# ソンマティーノ
ソンマティーノ（イタリア語: Sommatino, シチリア語: Summatinu）は、イタリア共和国シチリア州カルタニッセッタ県にある、人口約6,800人の基礎自治体（コムーネ）。

## 地理

### 位置・広がり

#### 隣接コムーネ
隣接するコムーネは以下の通り。括弧内のAGはアグリジェント県所属を示す。
- カルタニッセッタ
- デーリア
- マッツァリーノ
- ナーロ (AG)
- リエージ